# Facultad de Ciencias Químicas (Universidad Complutense de Madrid)
La Facultad de Ciencias Químicas de la Universidad Complutense de Madrid (UCM) se encuentra en Ciudad Universitaria, en la Plaza de las Ciencias. Su festividad patronal es el 15 de noviembre, San Alberto Magno.

## Historia
La Facultad de Ciencias Químicas nació como consecuencia de la separación en el año 1974 de la Facultad de Ciencias de la Universidad Central de Madrid en las actuales facultades de Químicas, Físicas, Matemáticas, Biológicas y Geológicas.

## Estudios

### Programas de grado
- Grado en Bioquímica.
- Grado en Ingeniería Química.
- Grado en Química.[10]
- Doble grado en Química y Bioquímica.

### Programas de máster
- Máster Universitario en Bioquímica, Biología Molecular y Biomedicina.
- Máster Universitario en Ciencia y Tecnología Químicas.
- Máster Universitario Erasmus Mundus en Molecular Nano and Biophotonics for Telecommunications and Biotechnoligies/Nano.
- Máster Universitario en Ingeniería Química: Ingeniería de Procesos.
- Máster Universitario en Química Orgánica (conjunto con UAM y USC).

### Programas de doctorado
- Doctorado en Bioquímica, Biología Molecular y Biomedicina.
- Doctorado en Química Avanzada.
- Doctorado en Química Orgánica.
- Doctorado en Ingeniería Química.
- Doctorado en Química Teórica y Modelización Computacional/Theoretical Chemistry and Computational Modelling (conjunto con UB, Uniovi, UV, UEX, UIB, UAM, UC, US, UVIGO, UPV/EHU, UM y UJI).

### Programas detítulo propiode la UCM
- Máster Propio UCM en Calidad en los Laboratorios de Análisis Químicos.[11]

## Departamentos
- Departamento de Bioquímica y Biología Molecular.
- Departamento de Ingeniería Química y de Materiales.
- Departamento de Química Analítica.
- Departamento de Química Física.
- Departamento de Química Inorgánica.
- Departamento de Química Orgánica.

## Otros servicios y asociaciones
- AEIOU Asociación de Encuentro interestuadiantil y Ocio Universitario.
- Asociación Cultural Crisol.
- Asociación de Estudiantes de Ingeniería Química (AEIQ).
- Real Sociedad Española de Química.
- Sociedad de Espectroscopía Aplicada.[12]